# Triphaenopsis lucilla
Triphaenopsis lucilla är en fjärilsart som beskrevs av Butler 1878. Triphaenopsis lucilla ingår i släktet Triphaenopsis och familjen nattflyn. Inga underarter finns listade i Catalogue of Life.